# 豆瓣π组
豆瓣π组，原名豆瓣鹅组，更早称八卦来了，简称八组，是中国社交网站豆瓣上规模较大的小组之一，有60余万组员，常关注娱乐八卦及社会热点事件，立场偏向朴素的中国民族主义和女权主义。现仅组内成员可见。豆瓣鹅组被停用之后，部分八组鹅在Reddit上建立了流浪鹅组 （页面存档备份，存于），内容以女权主义为主。

## 历史
2010年11月，豆瓣康熙来了小组部分组员为了专门讨论大S和汪小菲结婚，从康熙来了小组脱离并借用一个闲置的小组成立了「八卦来了」小组，简称为八组，以娱乐八卦贴子为主。
2018年，中国开始整顿涉及炒作明星绯闻的帐号及自媒体。3月2日起，八组被关停三日。重开后，八组更名为豆瓣鹅组，因成员自称「八组er」而取「er」谐音而得名，头像也更换成一群鹅。
2018年底，鹅组的入组审核权由管理员上交给豆瓣，入组变得困难。不少加入鹅组的帐号在闲鱼上被公开出售，价值数百上千元。
2019年5月30日，豆瓣以技术维护为理由将鹅组停用了30天。有用户表示此次停用可能源于偶像与粉丝间的骂战失控，也有用户表示是因为鹅组部分讨论涉及敏感问题。
2019年10月6日，豆瓣鹅组、瓜组、船组全部被限流（仅对成员开放），有观点猜测这次限流可能和之前小组组员国庆期间以追星的用语讨论政治有关。2019年12月2日，鹅组的限流状态突然被解除。
2019年12月19日，豆瓣鹅组被停用一个月。
2020年2月21日，豆瓣鹅组被停用一周。
2021年9月23日，为响应「清朗」行动要求，豆瓣鹅组停用整改两个月。
2021年11月23日，豆瓣鹅组准时重开。组员要回答五个问题，关于如何遵守社区规范、保持理性讨论等等。此外，鹅组的回复还多了一个「不喜欢」按键，这一功能仅在鹅组出现而不见于豆瓣其他小组。
2022年4月14日，豆瓣鹅组被停用。有猜测其实际停用原因包括女权话题讨论及上海疫情处理手段相关讨论话题。。
2025年7月29日，豆瓣鹅组解除长达三年的封禁。豆瓣官方宣布小组更名为“豆瓣π组”，但内容对非组员依然不可见。

## 特征
鹅组的成员绝大多数是女性，以20到30岁未婚未育的青年女性为主，九成以上拥有本科或更高学历，立场偏向朴素的中国民族主义和女权主义，常自称或互称「八组er」、「仙女」、「仙女鹅」。不少组外人士认为鹅组是豆瓣的「智商盆地」，觉得其成员爱造谣抬杠、拉帮结派、人身攻击，并将鹅组成员蔑称为「八组小学鸡」，简称「八鸡」。豆瓣上的另外两个用户画像类似的小组自由吃瓜基地（瓜组）和大船开起来（船组）也与鹅组颇有渊源，瓜组由不满鹅组管理员的人士组建，而船组则是鹅组被关闭时的临时备用组。

### 关注话题
鹅组以娱乐八卦起家，建立时以「打破偶像神话」为组规，通过一些「内部人士」爆料和观点，常成为娱乐新闻的第一发酵地。由于成员较多且异致性强，组里讨论内容十分活跃，也扩展到各种社会热点事件。
鹅组的八卦贴主要有三类，一是挖掘明星的八卦信息，打破偶像神话；二是明星粉丝完善明星完美人设；三是对粉丝饭圈追星的抨击。高度情绪化的八卦信息调动了组员表达意见的积极性和抗争性，使得话题边界尺度逐渐扩大，成员在八卦的过程中开始解构抗争主流群体的意识形态建构。娱乐圈的高薪也使工薪阶层为主的鹅组成员体会到了社会不平等感并变得更加抵触明星。和狗仔不同，鹅组的八卦贴有时并没有太多证据，往往只是从明星的只言片语甚至眼神中进行解读引申。随着八卦增多，对鹅组的争议也随之而来，曾有多名明星因为八卦问题对组员提出状告，鹅组也因这些争议而逐渐走红，成功出圈。鹅组成员也表示组内存在水军为偶像刷贴，并且明星对鹅组有监控。支持打破偶像神话的成员和明星粉丝之间不可避免地会发生冲突，这一冲突也使得鹅组出现抨击饭圈追星的言论。
除了八卦娱乐外，鹅组也关注社会热点事件，尤其是权益冲突。鹅组成员多会为弱势方发声，代入弱势方角色，表达同情。另外政府及相关部门在事件中的责任也是组员关心的话题。权益冲突事件的讨论带有明显的敌我二元对立框架。鹅组在不少公共事件中也做出了贡献，如免费培训急救技能、参与「经期贫困」改善计划、为张桂梅捐款等。在讨论中，鹅组出现了群体极化现象，对于社会热点事件关注较其他平台长，语言情绪化、暴力化。鹅组的封闭性与同质化也使极化倾向更加严重。
在讨论社会热点事件的过程中，鹅组组员慢慢地产生了女性互助的自觉。2020年起，鹅组对女权主义的讨论逐渐兴起。其主要关注的话题有社会对女性的偏见、父母重男轻女、媒体对女性刻板形象的报导。由于鹅组成员大部分为女性，她们多从自身经验出发，有较强的同理心，也具备批判性的思考。
鹅组内涉及明星的负面八卦、国家安全、领导人、争议性话题被删频率较高，但组内讨论时并不畏惧敏感词审查，组员们熟练掌握谐音、emoji等方式来规避审查，并在夹缝中形成出一套清晰的抗争表达策略，从发泄情绪转变为组织行动。在社会公共事件或涉及国家、政府等权力机构时，组员通常采用依法抗争或含蓄的创造性抗争。组员掌握了国家权力体系内的制约方式，积极举报、投诉，但依然带有人多势众的传统心理，显示出对法治公正的不信任。除此之外，组员还会以各种创造性的方式进行含蓄隐晦的抗争，如在高以翔逝世时将浙江卫视的台标二次创作成「杀人台」。但在讨论娱乐八卦时，组员的情绪更加激进，常通过投诉品牌方、抵制明星代言的产品等行动迫使商业资本遵从其意愿，从而实现诉求。

### 政治观点
和对豆瓣书影音用户内向、文艺、偏自由主义的刻板印象相反，豆瓣鹅组的组员通常被认为是中国民族主义的拥护者，具有强烈的思想纠察欲和组织力。由于信息流动性极高，鹅组等小组始终是高密度、高热情参与政治讨论的平台。组员们将立场不同的人称为「恨国党」或「八千」（因网传境外势力雇佣的水军月薪8000元），并热衷批斗、挂人（公布个人信息）甚至向网信办举报。组员们还会翻墙出征和境外网民争吵。而豆瓣审查及删贴的行为又激发了小组用户的情绪，使其觉得管理员及豆瓣官方在打压爱国言论。在鹅组多次被停用后部分组员的热情逐渐被消磨，表达变得克制。
但也有观点认为鹅组实际上观点较为多元，在泛自由派看来鹅组是粉红基地，而在粉红看来鹅组则是「八千」的基地。鹅组有较多民族主义的观点被外界视作「粉红」，但其内部也有更偏向国家主义和更偏向社会主义的立场之分，组内也有不少非粉红潜水。如在冠状病毒病爆发早期，鹅组内部充斥着对国家和政府的批评和反思；在外送江湖骑士联盟盟主案中，鹅组的多数言论也对国家对劳工权利的保障感到失望；当政府政策对女性不利时，鹅组也会用「男女平等是中国的基本国策」来进行点到为止的批评。但总体而言，鹅组用户还是以朴素的爱国者居多，也有部分用户认为非粉红实际上是带节奏的水军。

### 性别观点
由于Bilibili、知乎等平台存在对女权主义言论的单方面审查，民间自发的朴素女权主义者大部分活跃在微博和豆瓣上。豆瓣大多小组对成员实行申请准入制，其封闭性使得女性向话题小组鹅组、瓜组、小象八卦、女性玩家联合会等逐渐成为女权主义中心。在鹅组中，不同类别的女权主义者共存，既有熟知网络动员的饭圈女孩和声量较大的「泛粉红」，也有较为成熟的女权主义者和LGBT支持者，还有很多政治倾向不明确的新生女权。由于鹅组社群庞大，不同观点都有出现，组员们活跃在女权议题的第一线，但对打「小三」话题也时常热衷，显现出些许不自洽。
鹅组内大部分女权主义观点较为朴素，有较多人处于实用目的挪用各种言论。虽然组员常常提及上野千鹤子、波伏娃等世界范围内的女权主义者，但她们大部分观点仅被用来佐证文化上的厌女。和著名女权主义者的观点相比，马克思主义及毛泽东思想等「红色」话语更常被鹅组引用，部分是出于发自内心的认同，并认为其可以激发女性内部的革命精神；部分是为了避免被构陷为境外势力而主动打社会主义的安全牌，避开和西方女权主义相似的话语。

## 备注
1. ↑  该小组成立于2010年5月，不少媒体也以此作为鹅组的成立日期[1]。